# WTA Elite Trophy
Il WTA Elite Trophy era un torneo di tennis che si disputava al Hengqin International Tennis Center di Zhuhai in Cina dal 2015, rimpiazzando il precedente WTA Tournament of Champions e includendo anche un torneo di doppio. Nel 2020 e 2021 non è stato disputato a causa della pandemia di COVID-19. Nel 2022 non si è tenuto in seguito alla decisione da parte della WTA di sospendere ogni torneo in Cina come risposta al caso della tennista Peng Shuai e nel 2024 è stato eliminato dal calendario dei tornei inclusi nel circuito WTA.

## Formato
Il torneo di singolare prevedeva la partecipazione di dodici giocatrici, classificate tra la nona e diciannovesima posizione di classifica WTA e una wild card. Le giocatrici erano divise in quattro gruppi da tre e le vincitrici di ogni gruppo avanzavano alla semifinale. Il torneo di doppio comprendeva sei coppie di giocatrici divise in due gruppi da tre, le vincitrici dei due gruppi si contendevano poi il titolo.

## Albo d'oro

### Singolare
| Anno       | Impianto                              | Campionessa                           | Finalista                             | Punteggio                             |
| ---------- | ------------------------------------- | ------------------------------------- | ------------------------------------- | ------------------------------------- |
| 2015       | Zhuhai                                | Venus Williams                        | Karolína Plíšková                     | 7–5, 7–6(5)                           |
| 2016       | Zhuhai                                | Petra Kvitová                         | Elina Svitolina                       | 6–4, 6–2                              |
| 2017       | Zhuhai                                | Julia Görges                          | Coco Vandeweghe                       | 7–5, 6–1                              |
| 2018       | Zhuhai                                | Ashleigh Barty                        | Wang Qiang                            | 6–3, 6–4                              |
| 2019       | Zhuhai                                | Aryna Sabalenka                       | Kiki Bertens                          | 6–4, 6–2                              |
| 2020- 2021 | Annullato per pandemia di Coronavirus | Annullato per pandemia di Coronavirus | Annullato per pandemia di Coronavirus | Annullato per pandemia di Coronavirus |
| 2022       | Cancellato                            | Cancellato                            | Cancellato                            | Cancellato                            |
| 2023       | Zhuhai                                | Beatriz Haddad Maia                   | Zheng Qinwen                          | 7–6(11), 7–6(4)                       |

### Doppio
| Anno       | Impianto                              | Campionesse                              | Finaliste                                      | Punteggio                             |
| ---------- | ------------------------------------- | ---------------------------------------- | ---------------------------------------------- | ------------------------------------- |
| 2015       | Zhuhai                                | Liang Chen Wang Yafan                    | Anabel Medina Garrigues Arantxa Parra Santonja | 6–4, 6–3                              |
| 2016       | Zhuhai                                | İpek Soylu Xu Yifan                      | Yang Zhaoxuan (1) You Xiaodi                   | 6–4, 3–6, [10–7]                      |
| 2017       | Zhuhai                                | Duan Yingying Han Xinyun                 | Lu Jingjing Zhang Shuai                        | 6–2, 6–1                              |
| 2018       | Zhuhai                                | Ljudmyla Kičenok (1) Nadiia Kičenok      | Shūko Aoyama Lidzija Marozava                  | 6–4, 3–6, [10–7]                      |
| 2019       | Zhuhai                                | Ljudmyla Kičenok (2) Andreja Klepač      | Duan Yingying Yang Zhaoxuan (2)                | 6–3, 6–3                              |
| 2020- 2021 | Annullato per pandemia di Coronavirus | Annullato per pandemia di Coronavirus    | Annullato per pandemia di Coronavirus          | Annullato per pandemia di Coronavirus |
| 2022       | Cancellato                            | Cancellato                               | Cancellato                                     | Cancellato                            |
| 2023       | Zhuhai                                | Beatriz Haddad Maia Veronika Kudermetova | Miyu Katō Aldila Sutjiadi                      | 6–3, 6–3                              |